# Сахих Ибн Хузаймы
Сахи́х Ибн Хузаймы́ (араб. صحيح ابن خزيمة‎) — сборник хадисов, мусульманских преданий о жизни и деятельности пророка Мухаммеда, собранный известным хадисоведом, шейх аль-исламом Ибн Хузаймой ан-Найсабури аш-Шафии.

## Автор
Ибн Хузайма родился в 223 году по хиджре (837 год) в релиозной семье в городе Нишапур (по ар. «Найсабур»). С детства стремившийся к обучению Ибн Хузайма хочет отправиться на учёбу к известному улему Кутайбе ибн Саиду, но его отец не разрешает этого до тех пор, пока он не выучит Коран наизусть. После обучения Корану он наконец отправляется на обучение но по пути ему доходит весть о кончине Кутайбы.
Начиная с семнадцати лет он учится шариатским наукам у множества шейхов и улемов и путешествует в поисках знаний по мусульманскому миру. Ибн Хузайма отличался прекрасной памятью и стал известным этим качеством. Он говорил о себе: «Не записал я ничего, кроме как выучил его» (аз-Захаби в «Сияр»). Он был одним из самых осведомлённых людей о мазхабе имама аш-Шафии.
По словам аль-Хакима, у Ибн Хузаймы было около 140 различных трудов по исламу, из которых до нас дошли лишь его «Китаб ат-таухид» (Книга единобожия) и «Сахих».

## Описание книги
Сахих Ибн Хузаймы, как и многие другие сборники хадисов, изначально имел другое, более длинное название: «Мухтасар аль-мухтасар мин аль-муснад ас-сахих ’ан ан-Набий салл-Аллаху ’алейхи ва саллям» (араб. مختصر المختصر من المسند الصحيح عن النبي صلى الله عليه ة سلم‎). Называть сборник Ибн Хузаймы «Сахих» стали в более поздние времена (см. «ат-Таргиб ва-т-Тархиб» аль-Мунзири, ад-Думьяти, «Комментарий к Сунан аль-Кубра» ат-Туркумани, «Насб ар-Рая» аз-Зайла’и, Ибн Хаджар, ас-Суюти, Ибн Фахд и другие), а у ранних авторов он именовался никак иначе, как «Мухтасар аль-Мухтасар» (см. «аль-Иршад» аль-Халили, «Сунан аль-Кубра» аль-Байхаки, «Сияр» аз-Захаби).
В тексте сборника автор называет свою книгу несколькими похожими названиями:
- аль-Мухтасар мин аль-мухтасар мин аль-муснад
- Мухтасар аль-мухтасар мин аль-муснад ас-сахих ’ан ан-Набий салл-Аллаху ’алейхи ва саллям
- аль-Мухтасар мин аль-мухтасар мин аль-муснад ас-сахих

Из значения слова аль-Мухтасар (букв. краткое изложение) можно предположить, что этот сборник является укороченной версией другого, более объёмного труда (Китаб аль-кабир), на который он указывает в некоторых местах своей книги «Китаб ат-таухид».
По словам хадисоведа Ахмада Шакира, три книги: «Сахих» Ибн Хузаймы, «аль-Муснад ас-Сахих» Ибн Хиббана и «аль-Мустадрак ’аля ас-сахихайн» аль-Хакима являются самыми важными трудами о достоверных хадисах после «Сахихов» аль-Бухари и Муслима. Многие известные хадисоведы, как Ибн ас-Салах, хафиз аль-Ираки и ас-Суюти рекомендовали изучение «Сахиха» Ибн Хузаймы.
Несмотря на своё название, сборник Ибн Хузаймы, помимо достоверных хадисов (сахих), содержит хорошие (хасан) и слабые (даиф) хадисы.

## Версии
Все известные версии «Сахиха» Ибн Хузаймы передаются от его внука, Абу Тахира Мухаммада ибн аль-Фадля. Единственный известный рукописный образец сборника, записанный в VI—VII веке по хиджре, хранился в библиотеке султана Ахмеда III в Стамбуле.